# Jamena

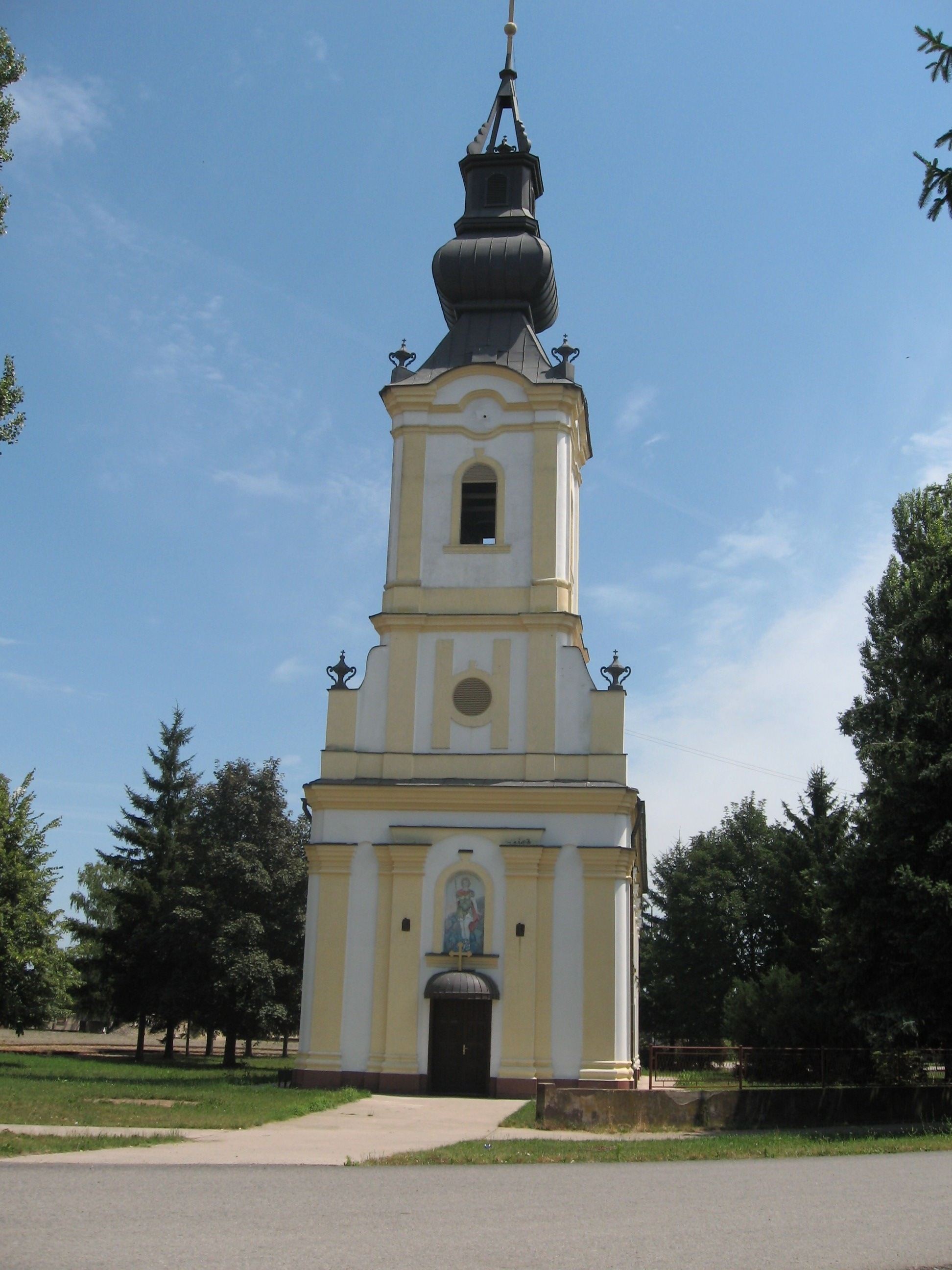
Serbisch-orthodoxe Kirche Hl. Großmärtyrer Georg

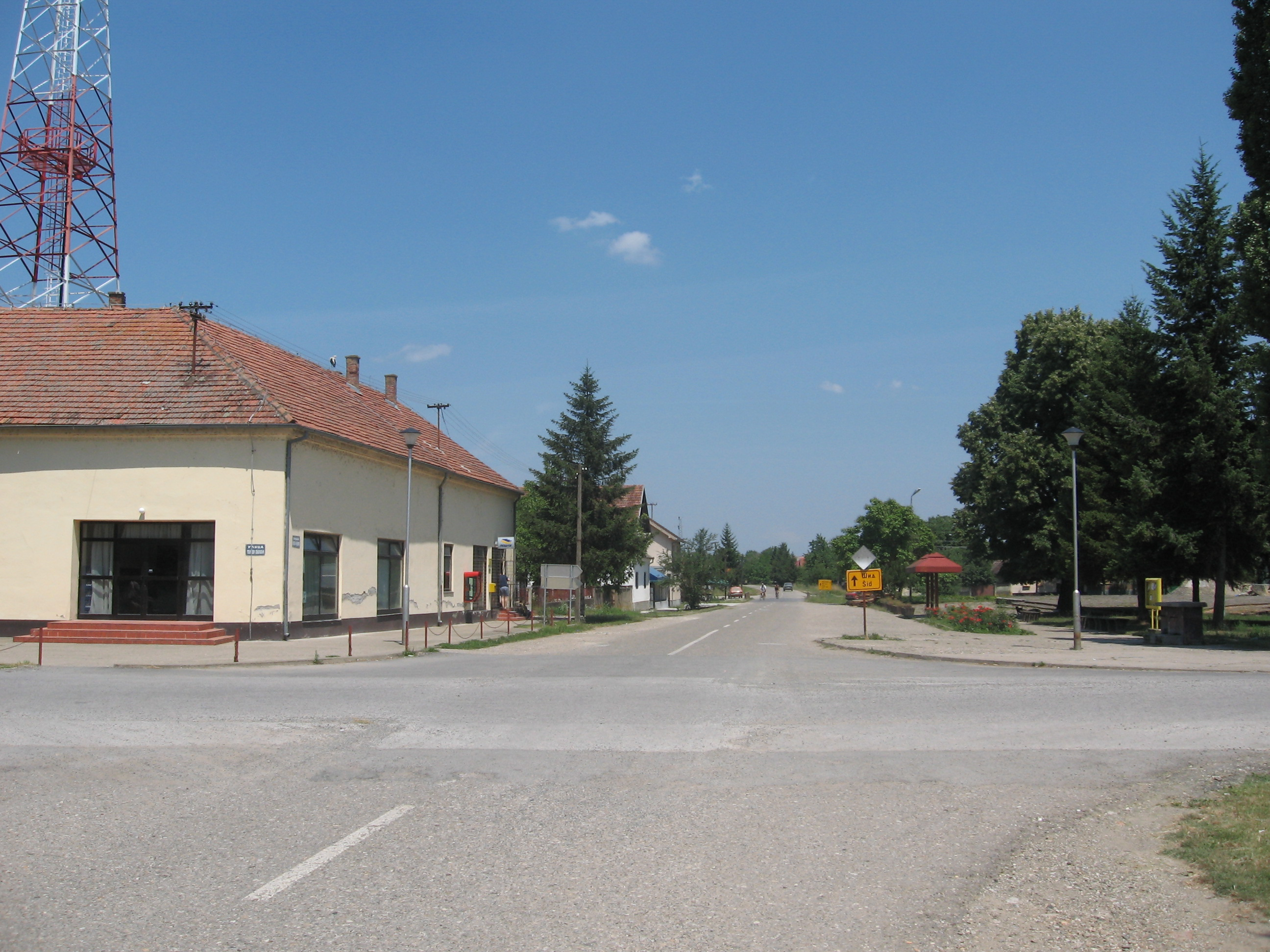
Zentrum von Jamena

Jamena (serbisch-kyrillisch Јамена) ist ein Dorf im serbischen Teil der Landschaft Syrmien. Es liegt in der Schwemmebene der unteren Save und ist die westlichste Siedlung in der Gemeinde Šid.
Das Dorf hatte im Jahr 2002 1121 Einwohner. Die meisten von ihnen waren Serben. Jamena ist an drei Seiten von internationalen Grenzen zu Kroatien sowie Bosnien und Herzegowina umgeben, nur nach Osten hin besteht eine Verbindung zum serbischen Territorium.

## Geschichte
Jamena wurde ursprünglich als Außenposten des Römischen Reichs an der Save gegründet und fiel in seiner Geschichte mehrmals der Zerstörung anheim. 
1943 mitten im Zweiten Weltkrieg töteten kroatische Ustascha-Faschisten in nur zwei Tagen 2.500 Dorfbewohner und zündeten das ganze Dorf an.
In den Jugoslawienkriegen war der Ort völlig vom Rest Serbiens abgeschnitten, da die einzige Straßenverbindung über kroatisches Territorium verläuft. 1999 bombardierten NATO-Flugzeuge den Ort, wobei eine Person starb. 

## Verkehr
Unweit von Jamena befindet sich ein Grenzübergang nach Bosnien und Herzegowina: eine Fährverbindung über die Save, die nur für die Lokalbevölkerung geöffnet ist. Mehrmals täglich fährt ein Bus von Jamena ins 33 km entfernte Šid, von wo aus Ziele in ganz Serbien angesteuert werden.